# Kosor (otok)
Kosor je nenaseljeni otočić u hrvatskom dijelu Jadranskog mora. Nalazi se u Lastovskom kanalu, uz zapadni dio južne obale otoka Korčule, oko 370 m od njene obale. Katastarski je dio općine Blato.
Njegova površina iznosi 0,050773 km². Dužina obalne crte iznosi 1.244 km, a iz mora se uzdiže 13 m.